# 누리 빌게 제일란
누리 빌게 제일란(Nuri Bilge Ceylan, 1959년 1월 26일~)은 튀르키예의 영화 감독, 사진가, 영화 각본가, 배우이다.
개인의 소외감, 실존주의, 일상 속의 단조로움 등의 주제를 사진작가로서의 경험이 담긴 정적인 샷과 롱테이크로 담아낸 자연, 침묵으로 청각적 위협을 주는 기법 등으로 표현하는 감독이다.

## 작품 목록
- 작은 마을 (1997)
- 5월의 구름 (1999)
- 우작 (2002)
- 기후 (2006)
- 쓰리 몽키스 (2008)
- 원스 어폰 어 타임 인 아나톨리아 (2011)
- 윈터 슬립 (2014)
- 야생 배나무 (2018)
- 마른 풀에 관하여 (2023)